# 环磷酰胺
環磷醯胺（INN：cyclophosphamide，CP，CPA，CYC；旧名：cytophosphane）是一種化學療法藥物和免疫抑制劑。作化療藥物時，用於治療淋巴瘤、多發性骨髓瘤、白血病、卵巢癌、乳癌、小細胞癌、神經母細胞瘤和肉瘤；作免疫抑制劑時用於治療腎病症候群、ANCA相關血管炎以及器官移植後等身體狀況。
給藥途經有口服給藥及靜脈注射兩種。
環磷醯胺屬於烷化劑和氮芥類藥物，據信其通過干擾DNA複製和RNA生成而發揮作用。
大多數使用者會出現副作用。常見的副作用有白血球計數降低、食慾不振、嘔吐、脫髮和膀胱出血。其他嚴重副作用有於未來罹癌的風險增加、不孕、過敏反應和肺纖維化。
環磷醯胺於1959年在美國獲准用於醫療用途。已收錄在世界衛生組織基本藥物標準清單之中。

## 醫療用途
環磷醯胺用於治療癌症和自體免疫疾病。能迅速控制病情。然而因具有毒性，一旦個體病情穩定，應儘快更換為毒性較低的替代藥物。患者在用藥期間，必須定期接受實驗室檢查，以監測腎功能、預防藥物引起的膀胱併發症並評估是否發生骨髓抑制。

### 癌症

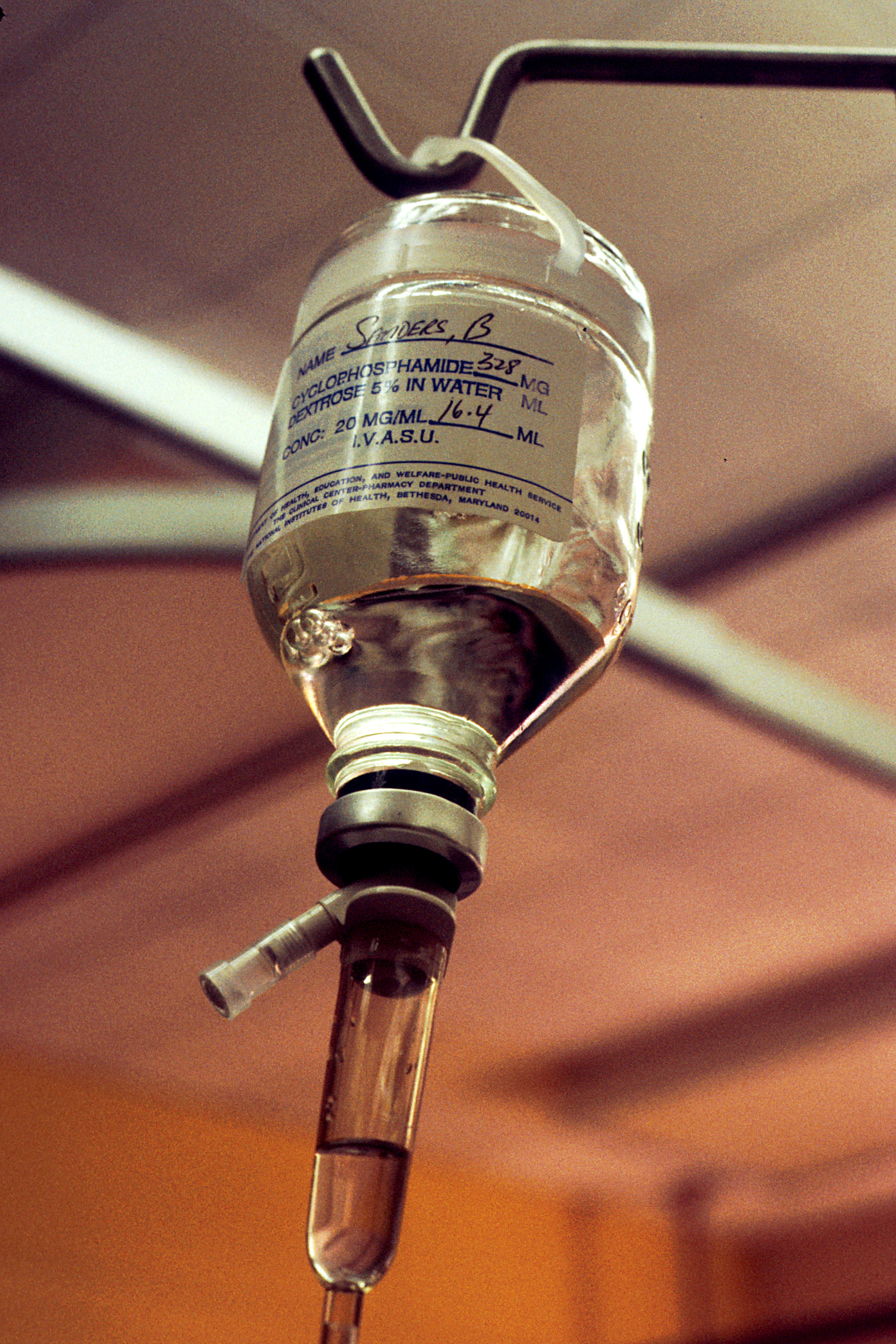
裝有環磷醯胺的靜脈點滴注射瓶。

環磷醯胺的主要用途是與其他化療藥物聯合使用，治療淋巴瘤、某些形式的腦癌、神經母細胞瘤、白血病和一些實體腫瘤。

### 自體免疫疾病
環磷醯胺會降低免疫系統反應，但因擔心其毒性作而少用於重症患者，對於傳統疾病修飾抗風濕藥物（DMARDs）治療無效，且威脅生命的自體免疫疾病，環磷醯胺仍是一種重要的治療藥物。例如伴有嚴重狼瘡性腎炎的全身性紅斑狼瘡可能對脈衝式環磷醯胺（在高劑量下，間歇性給予環磷醯胺）有反應。也用於治療微小病變性腎病、重度類風濕性關節炎、肉芽腫併多發性血管炎、古巴斯徹氏症候群和多發性硬化症。
由於藥物的潛在副作用（如閉經或原發性卵巢功能低下），環磷醯胺僅在治療早期階段使用，之後會被其他藥物取代（如黴酚酸或是硫唑嘌呤）。

### 原發性類澱粉沉積症
有文獻記錄顯示，環磷醯胺與沙利竇邁或來那度胺以及地塞米松聯合使用，對於AL類澱粉沉積症的仿單標示外使用具有臨床療效。對於那些不適合進行自體幹細胞移植的患者，環磷醯胺似乎可作為一種替代傳統美法侖治療的選擇。。

### 移植物對抗宿主疾病
在異體造血幹細胞移植手術中，移植物對抗宿主疾病（GVHD）是一大挑戰，因為捐贈者的T細胞會攻擊接受移植者的身體。為將GVHD的風險降低，通常會對先移植體進行T細胞耗竭處理。此外，在半相合或單倍體相合的造血幹細胞移植中，即使採用減低強度的預處理方案，移植後使用高劑量環磷醯胺也能有效減少GVHD發生。

## 禁忌症
環磷醯胺與其他烷化劑一樣，對胎兒具致畸性，在孕婦中禁用（此藥物被歸為懷孕分級D類），除非是母親生命受威脅的情況下。其他使用環磷醯胺的禁忌症有個體在母乳哺育期（對嬰兒造成傷害），或有活動性感染、嗜中性白血球低下或膀胱毒性的狀況。
環磷醯胺有導致嬰兒出現出生缺陷的可能性。第一孕期的胎兒接觸到環磷醯胺，會出現一種被稱為"環磷醯胺胚胎病"的異常模式，包括生長受限、耳朵和面部異常、缺少指頭（手指和腳趾）和肢體發育不全。

## 副作用
環磷醯胺造成的不良反應與累積藥物劑量有關，包括化療引起的噁心和嘔吐、骨髓抑制、胃痛、出血性膀胱炎、腹瀉、皮膚/指甲變黑、脫髮或頭髮稀疏、頭髮顏色和質地變化、嗜睡和嚴重的性腺毒性。其他副作用有容易瘀傷/出血、關節痛、口腔潰瘍、現有傷口癒合緩慢、尿量減少或異常疲倦或虛弱。潛在的副作用還有白血球減少症、感染、膀胱毒性和癌症。
肺部損傷似乎很少見，但可能出現兩種臨床模式：早期急性肺炎和慢性進行性肺纖維化。心臟毒性主要會出現在接受高劑量治療的個體。
高劑量靜脈注射環磷醯胺可能導致抗利尿分泌異常症（SIADH），為預防這種情況，醫生通常會建議在施打環磷醯胺時，同時給予大量的靜脈輸液，以預防藥物引起的膀胱炎，但可能導致致命的低鈉血症。SIADH通常與高劑量環磷醯胺相關，但縱然使用較低劑量以治療發炎性疾病，仍有可能發生。

### 膀胱出血
丙烯醛（環磷醯胺的代謝產物）對膀胱上皮組織具有毒性，可能導致出血性膀胱炎，會出現血尿，偶爾還會出現排尿困難。透過攝入足夠的液體、避免夜間給藥和使用美司鈉（2-巰基乙烷磺酸鈉，一種結合並解毒丙烯醛的硫氫基供體），可最大限度降低出血性膀胱炎的風險。以間歇性方式進行環磷醯胺給藥可降低累積藥物劑量，減少膀胱暴露於丙烯醛，且在治療狼瘡腎炎方面與每日給藥具有相同的療效。

### 感染
因使用環磷醯胺而引起的嗜中性白血球減少症或淋巴細胞減少症，可能導致用藥者容易罹患各種細菌、真菌和機會性感染。目前並無已發表的指南針對接受免疫抑制藥物治療風濕性疾病患者需進行肺囊蟲肺炎預防，但有些人主張在使用高劑量藥物時應作預防。

### 不孕症
研究發現環磷醯胺會顯著增加女性原發性卵巢功能低下和男性與女性不孕的風險，其可能性隨著累積藥物劑量和患者年齡增長而升高。這種不孕通常為暫時性，但也可能是永久性。在間歇性環磷醯胺給藥之前，讓育齡婦女使用亮丙瑞林（人工合成激素），可將原發性卵巢功能低下和不孕的風險降低。

### 癌症
環磷醯胺是致癌物質，可能會增加罹患淋巴瘤、白血病、皮膚癌、膀胱移行細胞癌或其他惡性腫瘤的風險。在接受環磷醯胺治療後的頭10年內，119名類風濕性關節炎患者中有5名發生骨髓增殖性腫瘤，包括急性白血病、非霍奇金淋巴瘤和多發性骨髓瘤，而另外119名無病史的類風濕性關節炎，且沒接受環磷醯胺治療的患者中僅發生1例慢性淋巴細胞白血病。繼發性急性骨髓性白血病被認為是由環磷醯胺誘導突變或選擇高風險骨髓增殖所引起。
這種風險可能取決於使用劑量和其他因素，包括個體病況、其他藥劑或治療方式（包括放射治療）、治療時間長度和強度。對於某些治療方案，這種風險很罕見。例如，乳癌的CMF療法)（其中累積劑量通常低於20克環磷醯胺）的急性骨髓性白血病（AML）風險低於1/2000，一些研究發現與一般人群相比，並未增加風險。涉及較高劑量的其他治療方案可能帶來1-2%或更高的風險。

## 藥理學
口服環磷醯胺會被迅速吸收，然後在肝臟中被混合功能氧化酶（細胞色素P450系統）轉化為活性代謝物。主要活性代謝物是4-羥基環磷醯胺，它與其互變異構物醛磷醯胺處於平衡狀態。大部分醛磷醯胺隨後被醛脫氫酶（ALDH）氧化，生成羧基環磷醯胺。少部分醛磷醯胺自由擴散到細胞中，在那裡分解成兩種化合物 - 磷醯胺芥和丙烯醛。環磷醯胺的活性代謝物有高度蛋白結合功能，分佈於所有組織，被認為可穿過胎盤，並會滲入母乳中。
此藥物屬於噁唑磷烷類的特定藥物群組。
環磷醯胺代謝物主要以原形經尿液排出人體，個體有腎功能不全情況時，應適當調整藥物劑量。會改變肝臟微粒體酶活性的藥物（例如，酒精、巴比妥類藥物、利福平或苯妥英）可能導致環磷醯胺加速代謝為活性代謝物，而增加藥物的藥理作用和毒性作用。或者會抑制肝臟微粒體酶的藥物（例如皮質類固醇、三環類抗憂鬱藥或別嘌醇）將導致環磷醯胺轉化為代謝物的速度減慢，而降低治療及毒性作用。
環磷醯胺會降低血漿假性膽鹼酯酶活性，並在與琥珀膽鹼同時給藥時，可能導致神經肌肉接點阻滯延長。

## 作用機制
環磷醯胺主要由其代謝物磷醯胺芥發揮作用。這種代謝物僅在醛脫氫酶（ALDH）水平低的細胞中形成。磷醯胺芥在鳥嘌呤N-7位置形成DNA鏈之間和鏈內的DNA交聯（分別稱為鏈間和鏈內交聯）。此過程不可逆，並導致細胞凋亡。
環磷醯胺的典型化療毒性相對較小，因為骨髓幹細胞、肝臟和腸道上皮組織中都存在相對高濃度的ALDH。ALDH透過將醛磷醯胺轉化為羧基環磷醯胺，因羧基環磷醯胺不會產生毒性代謝物 - 磷醯胺芥和丙烯醛，而免受兩者的毒性，並保護前述活躍增殖的組織。原因為羧基環磷醯胺不能進行β-氫消除反應，而阻止氮芥活化和隨後的烷基化。
環磷醯胺在適應性免疫療法中可誘導有益的免疫調節作用。可能的機制為：
1. 消除初始和腫瘤宿主中的調節T細胞（CD4+CD25+ T細胞）
2. 誘導T細胞生長因子（英语：T cell growth factors），如I型干擾素，和/或
3. 透過創造免疫空間生態位，增強過繼轉移的腫瘤反應性效應T細胞的植入。

透過環磷醯胺對受體宿主的預處理，特別是針對捐贈者T細胞，不僅能提升初始宿主的免疫力，更能顯著增強過繼性T細胞免疫療法與主動疫苗接種的效果，最終促成可被客觀驗證的抗腫瘤免疫反應。
環磷醯胺作用機制總結：
1. 經過CYP450中的 CYP3A4或CYP2B6，大概約90%的服用劑量被生物轉化，接上醇基形成 Carbinolamide，然後轉運入細胞內（但也有些沒轉運入細胞內）
2. 在血液內或細胞內水解成Aldophosphamide，在血液內的經水解後轉運入細胞內
3. 分解產生Phsophoramide mustard（然後作用於DNA上，類似氮芥）和具有膀胱與神經毒性的Acrolein
4. 接著，
  1. Phsophoramide mustard走圖中下方路徑，環化形成四級Aziridinium離子，在酸鹼值為7.4環境下為主要活性產物
  2. Phsophoramide mustard走圖中右方路徑，分解產生磷酸、氨和Bis(β-chloroethyl)amine，接下來的路徑可參考氮芥

## 歷史
於約翰·霍普金斯大學及其腫瘤中心服務的O. M. Colvin在其關於環磷醯胺的開發及臨床應用研究報告中提出：
環磷醯胺的主要有毒代謝物之一 - 磷醯胺芥，由Friedman和Seligman於1954年合成並提出報告……據推測，氮原子上有磷酸鍵可讓氮芥部分失活，但磷酸鍵會在胃癌和其他磷醯胺酶含量高的腫瘤中被裂解。然而，在環磷醯胺的臨床療效得到證實後進行的研究中，磷醯胺芥被證明在體外具有細胞毒性（省略腳註），但在體內具有較低的治療指數。
環磷醯胺和相關的氮芥衍生的烷化劑異環磷醯胺由德國藥理學家Norbert Brock和德國製藥公司ASTA（現已併入百特國際）開發。Brock和他的團隊合成並篩選1,000多種候選噁唑磷烷化合物。他們將基礎氮芥轉化為無毒的"輸送形式"。這種輸送形式是一種前體藥物，隨後被主動運輸到癌細胞中。一旦進入細胞，前藥就會被酶轉化為活性及有毒的形式。首次臨床試驗結果於1950年代末發表。它於1959年被美國食品藥物管理局（FDA）批准，是被核准的第8種細胞毒性抗癌藥物。

## 社會與文化
代表環磷醯胺的縮寫 - CP - 很常見，但在醫學中縮寫藥名並非適合做法。

## 研究
由於此藥物對免疫系統的影響，而被用於動物研究。在齧齒動物腹腔注射環磷醯胺，可作以下應用：
- 美國環境保護局（EPA）在進行微生物商業活動通知（MCAN）審查時，可能會關注工程微生物潛在的人類致病性。特別是對於那些可能會接觸消費者的細菌，而要求在免疫功能受到抑制的老鼠身上進行微生物測試。[64]
- 當研究新藥的免疫反應時，環磷醯胺可提供一個陽性對照（因為環磷醯胺的效果為已知）。[65]

## 外部連結
- . Drug Information Portal. U.S. National Library of Medicine.
- 美國專利第3,018,302号 Novel cyclic phosphoric acid ester amides, and the production thereof. (patent for cyclophosphamide).